# Operação Grapple
Operação Grapple foi um conjunto de quatro séries de testes de armas nucleares britânicas das primeiras bombas atômicas e bombas de hidrogênio realizadas em 1957 e 1958 na Ilha Malden e Quiritimati (Ilha Christmas) nas Ilhas Gilbert e Ellice no Oceano Pacífico (atual Kiribati) como parte do programa britânico de bombas de hidrogênio. Nove explosões nucleares foram iniciadas, culminando com o Reino Unido tornando-se o terceiro possuidor reconhecido de armas termonucleares e a restauração do relacionamento especial nuclear com os Estados Unidos na forma do Acordo de Defesa Mútua EUA-Reino Unido de 1958.
Durante a Segunda Guerra Mundial, a Grã-Bretanha tinha um projeto de armas nucleares, codinome Tube Alloys, que foi fundido com o Projeto Manhattan americano em agosto de 1943. Muitos dos principais cientistas da Grã-Bretanha participaram do Projeto Manhattan. Após a guerra, temendo que a Grã-Bretanha perdesse seu estatuto de grande potência, o governo britânico retomou o esforço de desenvolvimento da bomba atômica, agora com o codinome High Explosive Research. O teste bem-sucedido de uma bomba atômica na Operação Furacão em outubro de 1952 representou uma extraordinária conquista científica e tecnológica, mas a Grã-Bretanha ainda estava vários anos atrás dos Estados Unidos, que haviam desenvolvido as armas termonucleares mais poderosas nesse meio tempo. Em julho de 1954, o Gabinete concordou que a manutenção do estatuto de grande potência exigia que a Grã-Bretanha também desenvolvesse armas termonucleares.
O Estabelecimento de Pesquisa de Armas Atômicas da Autoridade de Energia Atômica do Reino Unido em Aldermaston produziu três projetos: Orange Herald, uma grande arma de fissão intensificada; Green Bamboo, um projeto termonuclear provisório; e Green Granite, uma verdadeira arma termonuclear. Os novos designs tiveram que ser testados para demonstrar que funcionavam, daí a Operação Grapple. A primeira série consistiu em três testes em maio e junho de 1957. No primeiro teste, Grapple 1, uma versão do Green Granite conhecida como Short Granite foi lançada de um bombardeiro Vickers Valiant pilotado pelo Wing Commander Kenneth Hubbard. O rendimento da bomba foi estimado em trezentos quilotoneladas de TNT (1.260 TJ), muito abaixo de sua capacidade projetada. Apesar disso, o teste foi saudado como uma explosão termonuclear bem-sucedida, e o governo não confirmou ou negou relatos de que o Reino Unido havia se tornado uma terceira potência termonuclear. O segundo teste, Grapple 2, foi do Orange Herald; seu rendimento de 720 a 800 quilotoneladas de TNT (3.010 a 3.350 TJ) tornou-a tecnicamente uma arma de alcance de megatoneladas e a maior já alcançada por um dispositivo nuclear de estágio único. O Grapple 3 testou o Purple Granite, uma versão do Short Granite com algumas correções; seu rendimento foi de apenas duzentas quilotoneladas de TNT (837 TJ).
Foi necessária uma segunda série de testes, que consistiu em um único teste, Grapple X, em novembro de 1957. Desta vez, o rendimento de 1,8 megatoneladas de TNT (7,53 PJ) superou as expectativas. Era uma verdadeira bomba de hidrogênio, mas a maior parte de seu rendimento veio da fissão nuclear, e não da fusão nuclear. Em uma terceira série com um único teste, Grapple Y, em abril de 1958, outro projeto foi testado. Com um rendimento explosivo de cerca de 3 megatoneladas de TNT (12,6 PJ), continua sendo a maior arma nuclear britânica já testada. O projeto do Grapple Y foi notavelmente bem-sucedido porque grande parte de seu rendimento veio de sua reação de fusão termonuclear, em vez da fissão de uma adulteração pesada de urânio-238 — o material denso ao redor do núcleo que manteve a massa reativa unida para aumentar sua eficiência. Seu rendimento foi previsto de perto, indicando que seus projetistas entenderam o processo. Uma série final de quatro testes em agosto e setembro de 1958, conhecida como Grapple Z, testou técnicas para aumentar e tornar bombas imunes à predetonação causada por explosões nucleares próximas. Dois desses testes foram detonações de balões. Uma moratória nos testes entrou em vigor em outubro de 1958, e a Grã-Bretanha nunca retomou os testes nucleares atmosféricos.

## Contexto
Durante a primeira parte da Segunda Guerra Mundial, a Grã-Bretanha tinha um projeto de armas nucleares, codinome Tube Alloys. Na Conferência de Quebec em agosto de 1943, o primeiro-ministro Winston Churchill e o presidente dos Estados Unidos, Franklin Roosevelt, assinaram o Acordo de Quebec, que fundiu a Tube Alloys com o Projeto Manhattan americano para criar um projeto combinado britânico, americano e canadense. O Hyde Park Aide-Mémoire de setembro de 1944 estendeu a cooperação comercial e militar no período pós-guerra. Muitos dos principais cientistas da Grã-Bretanha participaram do Projeto Manhattan.
O governo britânico confiava que os Estados Unidos continuariam a compartilhar tecnologia nuclear, que considerava uma descoberta conjunta. Em 16 de novembro de 1945, os sucessores de Churchill e Roosevelt, Clement Attlee e Harry S. Truman, assinaram um novo acordo que substituiu a exigência do Acordo de Quebec de "consentimento mútuo" antes de usar armas nucleares por uma "consulta prévia", e lá era para ser "cooperação plena e efetiva no campo da energia atômica", mas isso foi apenas "no campo da pesquisa científica básica". A Lei de Energia Atômica dos Estados Unidos de 1946 (Lei McMahon) encerrou a cooperação técnica. A revelação de uma quadrilha de espionagem canadense que incluiu o físico britânico Alan Nunn May enquanto o projeto de lei estava sendo preparado fez com que o Congresso dos Estados Unidos acrescentasse a pena de morte por compartilhar "dados restritos" com nações estrangeiras. Os esforços para restaurar o relacionamento especial nuclear com os Estados Unidos na década seguinte foram perseguidos por repetidos escândalos de espionagem, incluindo a prisão de Klaus Fuchs em 1950, e a deserção de Guy Burgess e Donald Maclean em 1951. Temendo um ressurgimento do isolacionismo americano e a Grã-Bretanha perdendo seu estatuto de grande potência, o governo britânico reiniciou seu próprio esforço de desenvolvimento, agora de codinome High Explosive Research.
O teste bem-sucedido de uma bomba atômica na Operação Furacão em outubro de 1952 representou uma extraordinária conquista científica e tecnológica. A Grã-Bretanha tornou-se a terceira potência nuclear do mundo, reafirmando o estatuto do país como uma grande potência, mas as esperanças de que os Estados Unidos ficariam suficientemente impressionados para restaurar o relacionamento especial logo foram frustradas. Em novembro de 1952, os Estados Unidos conduziram Ivy Mike, o primeiro teste bem-sucedido de um verdadeiro dispositivo termonuclear ou bomba de hidrogênio, uma forma muito mais poderosa de armas nucleares. A Grã-Bretanha, portanto, ainda estava vários anos atrasada em tecnologia de armas nucleares. O Comitê de Política de Defesa, presidido por Churchill e composto pelos membros seniores do gabinete, considerou as implicações políticas e estratégicas em junho de 1954 e concluiu que "devemos manter e fortalecer nossa posição como potência mundial para que o governo de Sua Majestade possa exercer um poder influência nos conselhos do mundo." Uma reunião do gabinete em 27 de julho aceitou esse argumento e instruiu o Lorde Presidente a prosseguir com o desenvolvimento de armas termonucleares.
O Estabelecimento de Pesquisa de Armas Atômicas da Autoridade de Energia Atômica do Reino Unido em Aldermaston em Berkshire foi dirigido por William Penney, com William Cook como seu vice. Os cientistas em Aldermaston não sabiam como construir uma bomba de hidrogênio, mas produziram três designs de megatoneladas: Orange Herald, uma grande arma de fissão nuclear com adulteração de urânio enriquecido; Green Bamboo, um design termonuclear provisório no qual a fusão ocorreu em camadas de deutereto de lítio-6 que se alternavam com camadas de urânio-235; e Green Granite, um verdadeiro design termonuclear no qual a maior parte do rendimento veio da queima termonuclear. Os projetistas de bombas britânicas usaram os termos "Tom" e "Dick" para os estágios primário e secundário da bomba, respectivamente. O Tom seria uma bomba de fissão. Produziria radiação para implodir o Dick. Implícito na criação de uma bomba de hidrogênio estava que ela seria testada. Anthony Eden, que substituiu Churchill como primeiro-ministro após a aposentadoria deste último em 5 de abril de 1955, fez uma transmissão de rádio na qual declarou: "Você não pode provar uma bomba até que ela tenha explodido. Ninguém pode saber se é eficaz ou não até que tenha sido testado."